# Pó de mico

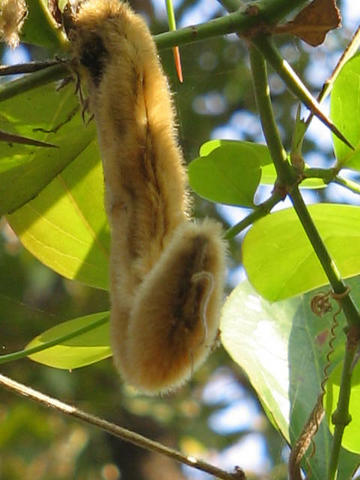
A Vagem da mucuna pruriens é recoberta com pelos (tricomas), dos quais se extraí o pó-de-mico.

O pó-de-mico(nota) é uma planta cujo pó produzido através de um grupo de substâncias, geralmente pulverulentas, da roseira brava ou feijão-da-flórida, que prure em contato com a pele humana. Geralmente é usado para fazer uma pegadinha contra uma vítima desavisada.

## No Brasil
No Brasil, o pó é oriundo dos tricomas que cobrem as superfícies das vagens de trepadeiras ou arbustos do gênero mucuna, conhecidos como olho-de-boi, mucunã, plantas que também são conhecidas por pó-de-mico. Os das plantas tricomas possuem uma enzima proteolítica chamada mucunaíma que provoca intensa coceira quando em contato com a pele. A pelugem causa grande intoxicação e vermelhidão no nariz se inalada, e o pó feito desta pelugem é utilizado como brincadeira imprevisível, em que se jeita sobre outra pessoa a provocar coceira.

## Grafia
Pó-de-mico é planta e escreve-se com hífen.